# 豊中市立第七中学校
豊中市立第七中学校（とよなかしりつ だいしちちゅうがっこう）は、大阪府豊中市庄内栄町五丁目にある公立中学校。
1962年に豊中市立第六中学校から分離開校した。

## 沿革
- 1962年2月 - 新中学校設置が正式決定。
- 1962年3月20日 - 校名「豊中市立第七中学校」と通学区域が決定。
- 1962年4月1日 - 豊中市立第六中学校から分離開校。
- 1963年4月16日 - 大阪府教育委員会から、保健体育の研究校に指定される。
- 1963年6月1日 - 日本職業指導協会より研究校に指定される。
- 1965年10月19日 - 学校安全教育の研究校に指定される。
- 1967年6月13日 - 大阪府教育委員会から、生徒指導の研究校に指定される。
- 2001年4月1日 - 体力つくりの研究校に指定される。

## 通学区域
- 豊中市立庄内西小学校の通学区域。
- 豊中市立庄内南小学校、豊中市立島田小学校、豊中市立千成小学校の通学区域のそれぞれ一部。
  - 豊中市立中学校通学区域一覧表を参照。

## 交通
- 阪急宝塚線庄内駅 南西へ約1.4km